# Åsle församling
Åsle församling var en församling i Skara stift och i Falköpings kommun. Församlingen uppgick 2010 i Åslebygdens församling. 

## Administrativ historik
Församlingen har medeltida ursprung. 
Församlingen var till 1 maj 1922 moderförsamling i pastoratet Åsle, Mularp och Tiarp som även till 1700-talet omfattade Flittorps församling. Församlingen ingick därefter till 1998 i pastorat med Slöta församling som moderförsamling. Från 1998 till 2010 var församlingen annexförsamling i pastoratet Falköping, Torbjörntorp, Friggeråker, Slöta, Karleby, Åsle, Mularp, Tiarp, Skörstorp, Yllestad och Marka och till 2006 Luttra Näs församling, Vistorp, Vartofta-Åsaka och KälvenseFörsamlingen uppgick 2010 i Åslebygdens församling.

## Kyrkor
- Åsle kyrka